# Raparna lactea
Raparna lactea är en fjärilsart som beskrevs av Swinhoe 1884. Raparna lactea ingår i släktet Raparna och familjen nattflyn. Inga underarter finns listade.